# 克羅什恩湖
61°35′10″N 33°21′14″E / 61.58611°N 33.35389°E

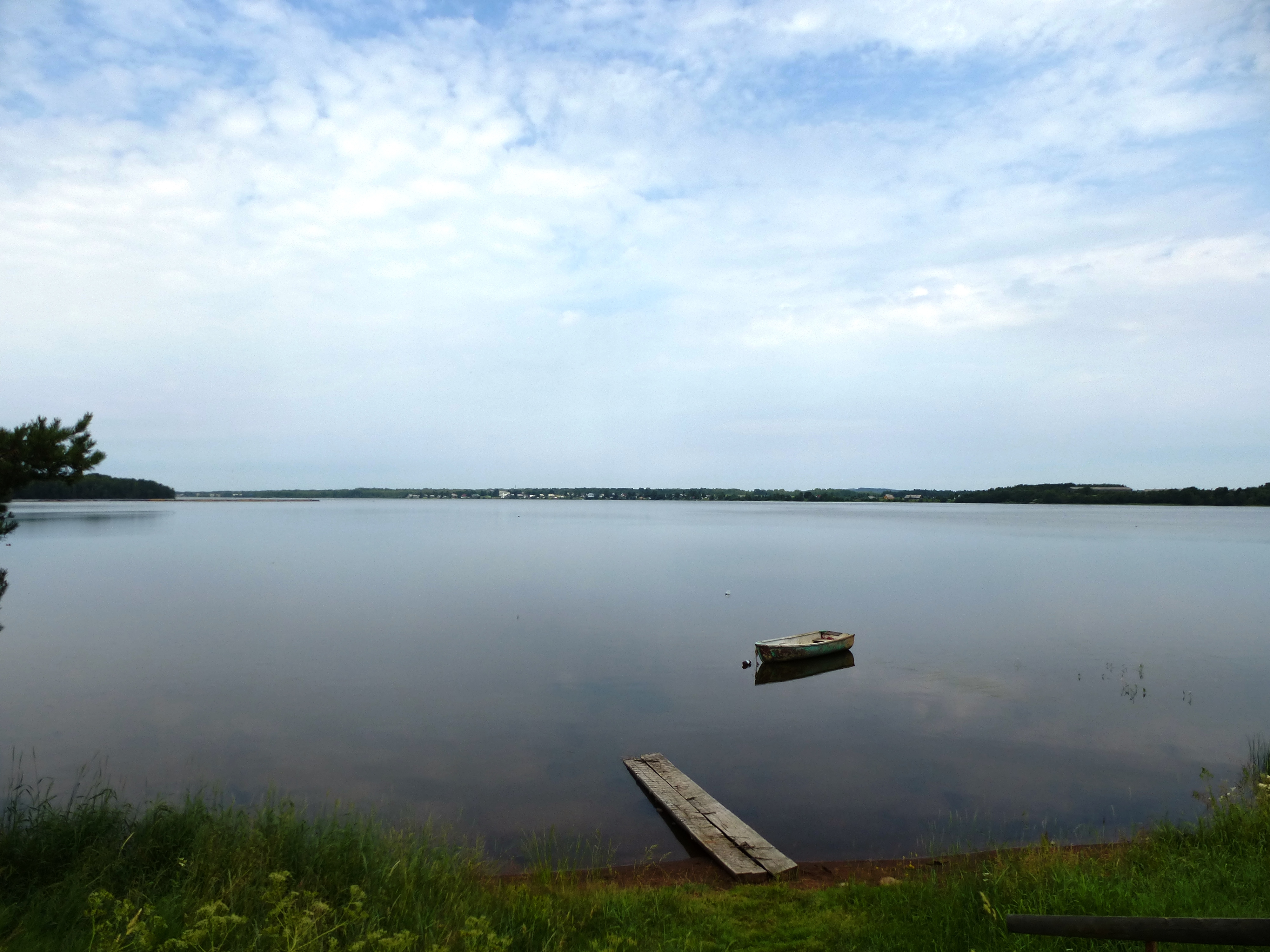
卡累利阿共和国普里亚津斯基区的克罗什诺泽罗湖。从东南海岸（Kroshnozero 村海岸，P21 高速公路）看到的景色。 【拍摄于2013 年 7 月】

克羅什恩湖（俄语：Крошнозеро），是俄羅斯的湖泊，位於該國西北部，由卡累利阿共和國負責管轄，長10.4公里、寬1.3公里，面積8.9平方公里，海拔高度95.6米，湖岸線長度25.8公里，集水區面積182平方公里，平均水深5.7米，最大水深12.6米。